# Route du Sud 2005
La Route du Sud 2005, ventinovesima edizione della corsa, si svolse dal 16 al 19 giugno su un percorso di 518 km ripartiti in 4 tappe, con partenza da Rodez e arrivo a Pla de Beret. Fu vinta dal francese Sandy Casar della FDJ davanti al polacco Przemysław Niemiec e al francese Benoît Salmon.

## Tappe
| Tappa  | Data      | Percorso                                    | km    | Vincitore di tappa | Leader cl. generale |
| ------ | --------- | ------------------------------------------- | ----- | ------------------ | ------------------- |
| 1ª     | 16 giugno | Rodez > Castres                             | 163,2 | Nicolas Vogondy    | Nicolas Vogondy     |
| 2ª     | 17 giugno | Muret > Saint-Gaudens                       | 173,4 | Stéphane Pétilleau | Nicolas Vogondy     |
| 3ª     | 18 giugno | Montréjeau > Lannemezan (cron. individuale) | 30,1  | Didier Rous        | Sylvain Calzati     |
| 4ª     | 19 giugno | Montréjeau > Pla de Beret                   | 151   | Patrice Halgand    | Sandy Casar         |
| Totale | Totale    | Totale                                      | 518   |                    |                     |

## Dettagli delle tappe

### 1ª tappa
- 16 giugno: Rodez > Castres – 163,2 km

| Pos. | Corridore        | Squadra         | Tempo    |
| ---- | ---------------- | --------------- | -------- |
| 1    | Nicolas Vogondy  | Crédit Agricole | 4h06'22" |
| 2    | Sylvain Calzati  | AG2R            | s.t.     |
| 3    | Pierrick Fédrigo | Bouygues        | s.t.     |

| Pos. | Corridore        | Squadra         | Tempo    |
| ---- | ---------------- | --------------- | -------- |
| 1    | Nicolas Vogondy  | Crédit Agricole | 4h06'22" |
| 2    | Sylvain Calzati  | AG2R            | s.t.     |
| 3    | Pierrick Fédrigo | Bouygues        | s.t.     |

### 2ª tappa
- 17 giugno: Muret > Saint-Gaudens – 173,4 km

| Pos. | Corridore          | Squadra   | Tempo    |
| ---- | ------------------ | --------- | -------- |
| 1    | Stéphane Pétilleau | Bretagne  | 4h05'20" |
| 2    | Andy Flickinger    | AG2R      | a 1'53"  |
| 3    | Niels Brouzes      | Auber '93 | s.t.     |

| Pos. | Corridore        | Squadra         | Tempo    |
| ---- | ---------------- | --------------- | -------- |
| 1    | Nicolas Vogondy  | Crédit Agricole | 8h16'58" |
| 2    | Sylvain Calzati  | AG2R            | a 1"     |
| 3    | Pierrick Fédrigo | Bouygues        | a 6"     |

### 3ª tappa
- 18 giugno: Montréjeau > Lannemezan (cron. individuale) – 30,1 km

| Pos. | Corridore       | Squadra  | Tempo  |
| ---- | --------------- | -------- | ------ |
| 1    | Didier Rous     | Bouygues | 44'20" |
| 2    | Sandy Casar     | FDJ      | a 8"   |
| 3    | Sylvain Calzati | AG2R     | a 9"   |

| Pos. | Corridore       | Squadra         | Tempo    |
| ---- | --------------- | --------------- | -------- |
| 1    | Sylvain Calzati | AG2R            | 9h01'28" |
| 2    | Sandy Casar     | FDJ             | a 13"    |
| 3    | Nicolas Vogondy | Crédit Agricole | a 18"    |

### 4ª tappa
- 19 giugno: Montréjeau > Pla de Beret – 151 km

| Pos. | Corridore           | Squadra         | Tempo    |
| ---- | ------------------- | --------------- | -------- |
| 1    | Patrice Halgand     | Crédit Agricole | 4h20'13" |
| 2    | Alexandre Botcharov | Crédit Agricole | a 1'20"  |
| 3    | Przemysław Niemiec  | Miche           | a 1'27"  |

| Pos. | Corridore          | Squadra   | Tempo     |
| ---- | ------------------ | --------- | --------- |
| 1    | Sandy Casar        | FDJ       | 13h23'18" |
| 2    | Przemysław Niemiec | Miche     | a 40"     |
| 3    | Benoît Salmon      | Agritubel | a 2'29"   |

## Classifiche finali

### Classifica generale
| Pos. | Corridore          | Squadra              | Tempo     |
| ---- | ------------------ | -------------------- | --------- |
| 1    | Sandy Casar        | FDJ                  | 13h23'18" |
| 2    | Przemysław Niemiec | Miche                | a 40"     |
| 3    | Benoît Salmon      | Agritubel            | a 2'29"   |
| 4    | Sylvain Calzati    | Ag2r Prévoyance      | a 3'04"   |
| 5    | Ludovic Martin     | R.A.G.T. Semences    | a 3'54"   |
| 6    | Carl Naibo         | Bretagne-Jean Floc'h | a 5'15"   |
| 7    | Julien Mazet       | Auber '93            | a 13'37"  |
| 8    | Benjamin Levecot   | R.A.G.T. Semences    | a 14'03"  |
| 9    | Pasquale Muto      | Miche                | a 19'42"  |
| 10   | Patrice Halgand    | Crédit Agricole      | a 22'12"  |